# Adolf Ey
Karl Julius Adolf Ey (Clausthal-Zellerfeld, 1844. január 18. – Hannover, 1934. szeptember 18.) német középiskolai tanár, író.

## Élete
Középiskolai tanulmányai után 1863 és 1866 közt a Göttingeni Egyetemen tanult előbb teológiát, később nyelveket. Tanulmányai alatt a Burschenschaft Brunsviga tagja lett. 1866 és 1869 közt a Genfi-tó mellett egy angol intézet tanára volt, majd 1870-ben Lüneburgba ment, hogy felsőfokú vizsgáit letegye. 1871-ben a hannoveri Goethegymnasiumban tanított, majd 1873 és 1874 közt a flensburgi Királyi Evangélikus Líceum tanára lett. 1874-ben visszatért korábbi hannoveri munkahelyére, ahol 1894-ben vezető tanárrá léptették elő. 1892. április 1.-én professzori kinevezést kapott, s ugyanezen év május 1.-től a hannoveri Leibniz Egyetemen a francia nyelv docense lett (1896. március 2.-ig). Adolf Ey alapította a Német Neofilológiai Tanárok Szövetségét. 1898. október 1.-én nyugdíjba vonult, s teljes egészében az írásnak szentelte magát. Elsősorban népies verseket, történeteket, meséket írt, amelyek leginkább a Harz-hegységben játszódtak. 1914-ben jelentette meg önéletrajzát Bekenntnisse eines alten Schulmeisters címmel. Állandó közreműködője volt a Jugend és a Simplicissimus című lapoknak. Írói álneve Julius Adolf volt. 1924-ben 80. születésnapja alkalmából -még életében- utcát neveztek el róla Hannoverben. Clausthal-Zellerfeldben szintén utca van róla elnevezve.

## Munkái

### Önálló alkotásai
- Bekenntnisse eines alten Schulmeisters, Berlin: A. Hoffmann, 1914
- Vor Toresschluß. Gedichte, Berlin: A. Hoffmann, 1916
- Aus allerlei Schubladen. Gedichte. Verfasser der "Gedichte e. Großvaters", Berlin: Hofmann, 1917
- Gedichte eines Großvaters, Lipcse, W. Vobach & Co., 1925
- Harzerblut. Ein ernst u. schnurrig Buch, Hannover: Helwing'sche Verlagsbuchhandlung, 1927
- Stippstörken des Hermann Wilhelm Bödeker, Hannover: Helwing, 1933
- Marianne. Eine Studentenliebe am Genfer See, Hannover: Helwingsche Verlagsbuchhandlung, 1933

### Társszerzőként
- Balladen / Friedrich Schiller. Für Schule u. Haus hrsg. u. erl. von Adolf Ey, Reclams Universal-Bibliothek, Nr. 1710, Lipcse, Ph. Reclam jun, 1922

## Fordítás
- Ez a szócikk részben vagy egészben  az   Adolf Ey című német Wikipédia-szócikk ezen változatának fordításán alapul.  Az eredeti cikk szerkesztőit annak laptörténete sorolja fel. Ez a jelzés csupán a megfogalmazás eredetét és a szerzői jogokat jelzi, nem szolgál a cikkben szereplő információk forrásmegjelöléseként.